# Felsőrozsnak
Felsőrozsnak (más néven Rozsnakpuszta, korábban Rozsnak) a Heves vármegyei Sirok külterületi lakott helye, a település központjától 8,0 km-re északkeletre, a Rozsnak-völgyben, a Kígyós-patak partján. Jellegét tekintve mezőgazdasági jellegű (készenléti, szolgálati) lakótelep, illetve lakóhely, mezőgazdasági jellegű tanyák. A 2011-es népszámlálás szerint a lakások száma 2, lakónépesség nem volt.

## Történelem
A szláv nevű Rozsnak falu a 16. században még állt. A század végén elpusztult falu félköríves záródású román kori templomának alapfalait 1965-ben tárták fel a Jeges nevű dombon megelőző leletmentő ásatással, mielőtt a tsz legelőfeltörést végzett volna. A templomban és a templom körüli temetőben 37 sírt tártak fel, melyeket Zsigmond és I. Ferdinánd király érméi kelteznek.

## Turizmus
Rozsnakpuszta néven bélyegzőhely az Országos Kéktúra 22-es számú szakaszán.